# قلعه کومورو
قلعه کومورو (به ژاپنی: 小諸城, Komoro-jō)، یک قلعه ژاپنی واقع در شهر کومورو، ناگانو، استان ناگانو، ژاپن است. در پایان دوره ادو، قلعه کومورو محل استقرار شاخه خاندان ماکینو، دایمیو از قلمرو کومورو بود. همچنین به نام‌های قلعه آنا-جو Ana-jō (穴城، قلعه ای که در مکانی پایین‌تر از jôkamachi جوکاماچی قرار دارد) یا قلعه هاکاتسورو Hakatsuru-jō (白鶴城،) نیز شناخته می‌شد. امروزه با نام کایکوئن Kaikoen (懐古園) برای عموم آزاد است.